# Jordi Sevilla
Jordi Sevilla Segura (ur. 19 marca 1956 w Walencji) – hiszpański polityk i ekonomista, parlamentarzysta, w latach 2004–2007 minister administracji publicznej.

## Życiorys
W 1978 ukończył ekonomię na Universidad de Valencia. Dołączył następnie do Cuerpo Superior de Técnicos Comerciales y Economistas del Estado, państwowego korpusu doradców handlowych i ekonomistów. Pracował również w izbie handlowej Walencji. Zaangażował się w działalność polityczną w ramach Hiszpańskiej Socjalistycznej Partii Robotniczej (PSOE). W latach 1985–1991 był doradcą do spraw międzynarodowych stosunków gospodarczych w biurze premiera. Następnie do 1996 kierował gabinetem Pedra Solbesa, pełniącego wówczas kolejno funkcje ministra rolnictwa i ministra finansów. Później doradzał liderowi PSOE Joaquínowi Almunii oraz frakcji poselskiej swojego ugrupowania.
W 2000 po raz pierwszy został wybrany w skład Kongresu Deputowanych. Z powodzeniem ubiegał się o reelekcję w wyborach w 2004 i 2008. W latach 2004–2007 sprawował urząd ministra administracji publicznej w pierwszym rządzie José Luisa Rodrígueza Zapatero. W 2009 zrezygnował z mandatu poselskiego, dołączając do PricewaterhouseCoopers.